# Joseph Szövérffy
Joseph Szövérffy (auch Josef Szövérffy; geboren am 19. Juni 1920 in Klausenburg; gestorben am 28. Juni 2001 in Athen) war ein ungarischer Mittellateinischer Philologe, Germanist und Komparatist.
Geboren im damals noch ungarischen Klausenburg, wurde Joseph Szövérffy während des Zweiten Weltkriegs in Budapest promoviert. Nach dem Krieg diente er Kardinal József Mindszenty als Gesandter im Ausland. Unter dem Eindruck zunehmenden Einflusses der Sowjetunion, der auch zur Verfolgung von Kardinal József Mindszenty führte, wählte er das Exil und lebte mal in Italien, mal in der Schweiz. Zusammen mit seiner Mutter zog er dann nach Irland, wo er für sieben Jahre forschte und lehrte, bevor er Professor zunächst an der Universität Ottawa, dann an der Universität von Alberta in Edmonton wurde. In den 1960er- und 1970er-Jahren lehrte er an der Yale University, am Boston College und an der State University of New York in Albany. Gastprofessuren führten Joseph Szövérffy unter anderem an die Freie Universität Berlin und an die Universität Wien. In den Jahren 1961 und 1969 war er Fellow der John Simon Guggenheim Memorial Foundation, im Jahr 1962 Fellow des American Council of Learned Societies.
Zu den Forschungsschwerpunkten von Joseph Szövérffy zählten neben der deutschen mittelalterlichen Literatur und der weitgefassten vergleichenden Literaturwissenschaft zu dieser Epoche vor allem die mittellateinische Dichtung und Hymnographie. Hinzu kam eine Vielfalt an Themen, darunter auch die hymnographische Literatur des byzantinischen Reichs und das irische Erzählgut. Seine Annalen der lateinischen Hymnendichtung und Latin Hymns sind Standardwerke.

## Veröffentlichungen (Auswahl)
Eine Bibliographie der Jahre 1943–1985 wurde im Rahmen der 1986 überreichten Festschrift zusammengestellt.
- Irisches Erzählgut im Abendland. Studien zur vergleichenden Volkskunde und Mittelalterforschung. Schmidt, Berlin 1957.
- Die Annalen der lateinischen Hymnendichtung. Ein Handbuch. 2. Bände. Schmidt, Berlin 1964–1965.
- Weltliche Dichtungen des lateinischen Mittelalters. Band 1: Von den Anfängen bis zum Ende der Karolingerzeit. Schmidt, Berlin 1970.
- Germanistische Abhandlungen: Mittelalter, Barock und Aufklärung. Gesammelte Schriften (= Medieval Classics. Texts and Studies. Band 8). Classical folia editions, Brookline, Mass. / Leyden 1977.
- A Guide to Byzantine Hymnography. 2. Bände. Classical folia editions, Brookline, Mass. / Leyden 1978–1979.
- A Concise History of Medieval Latin Hymnody. Religious Lyrics between Antiquity and Humanism. Classical folia editions, Brookline, Mass. / Leyden 1985.
- Marianische Motivik der Hymnen. Ein Beitrag zur Geschichte der Marianischen Lyrik im Mittelalter. Classical folia editions, Brookline, Mass. / Leyden 1985.
- Zum Standort der europäischen Literatur. Funktion, soziale Bezüge und Weltbild im Mittelalter. Brill, Leiden 1986.
- Latin Hymns. Brepols, Turnhout 1989.
- Secular Latin Lyrics and Minor Poetic Forms of the Middle Ages. A Historical Survey and Literary Repertory. 4 Bände. Classical folia editions, Concord, N. H. 1992–1995.
- Elfenbeinturm und Frau Welt. Classical folia editions, Concord, N. H. 1996.
- Iberian Latin Hymnody. Survey and Problems. Brepols, Turnhout 1998.
- Lateinische Conductus-Texte des Mittelalters. The Institute of Mediaeval music, Ottawa 2000.

- Irene Vaslef, Helmut Buschhausen (Hrsg.): Classica et mediaevalia. Studies in honour of Joseph Szövérffy (= Medieval Classics. Texts and Studies. Band 20). Brill, Leiden 1986.
- Kurt Smolak (Hrsg.): Hymnum canamus socii, in memoriam Josef Szövèrffy (= Wiener Humanistische Blätter. Sonderheft). Wiener Humanistische Gesellschaft, Wien 2002.